# Szwecja na Letnich Igrzyskach Olimpijskich 2000
Szwecję na Letnich Igrzyskach Olimpijskich 2000 reprezentowało 150 zawodników, 98 mężczyzn i 52 kobiet.

## Zdobyte medale
| Medal  | Zawodnik | Dyscyplina    | Konkurencja                      |
| ------ | --- | ------------- | -------------------------------- |
| Złoto  | Jonas Edman | Strzelectwo   | Karabin małokalibrowy leżąc 50 m |
| Złoto  | Pia Hansen | Strzelectwo   | Trap                             |
| Złoto  | Lars Frölander | Pływanie      | 100 m stylem motylkowym          |
| Złoto  | Mikael Ljungberg | Zapasy        | Styl klasyczny (97 kg)           |
| Srebro | Henrik Nilsson, Markus Oscarsson | Kajakarstwo   | K-2 1000 m                       |
| Srebro | Magnus Wislander, Tomas Svensson, Pierre Thorsson, Ljubomir Vranjes, Staffan Olsson, Johan Pettersson, Tomas Sivertsson, Andreas Larsson, Ola Lindgren, Stefan Lövgren, Martin Frändesjö, Mathias Franzén, Peter Gentzel, Magnus Andersson, Mattias Andersson, Martin Boquist | Piłka ręczna  | Turniej mężczyzn                 |
| Srebro | Therese Alshammar | Pływanie      | 50 m stylem dowolnym             |
| Srebro | Therese Alshammar | Pływanie      | 100 m stylem dowolnym            |
| Srebro | Jan-Ove Waldner | Tenis stołowy | Gra pojedyncza                   |
| Brąz   | Kajsa Bergqvist | Lekkoatletyka | Skok wzwyż                       |
| Brąz   | Therese Alshammar, Johanna Sjöberg, Louise Jöhncke, Anna-Karin Kammerling | Pływanie      | sztafeta 4x100 m stylem dowolnym |
| Brąz   | Fredrik Lööf | Żeglarstwo    | Klasa Finn                       |